# Jianchangnathus
Jianchangnathus es un género extinto de pterosaurio basal que vivió en el período Jurásico Medio, procedente de la Formación Tiaojishan en el noreste de China.

## Descubrimiento
Jianchangnathus fue descrito y nombrado originalmente por Cheng Xin, Wang Xiaolin, Jiang Shunxing y Alexander W.A. Kellner en 2011 y la especie tipo es Jianchangnathus robustus. El nombre del género combina la referencia al condado de Jianchang con el término griego γνάθος, gnathos, "mandíbula". El nombre de la especie significa "robusto" en latín.
Jianchangnathus es conocido a partir de un único esqueleto fósil, el holotipo IVPP V16866, recuperado cerca de Linglongta, en la zona de Jianchang.

## Descripción
Las autapomorfias o rasgos únicos de Jiangchangnathus incluyen: un margen superior convexo de la mandíbula; una larga rama frontal del hueso yugal; y los primeros tres pares de dientes de la mandíbula apuntan considerablemente hacia adelante. Sus descriptores encontraron que compartía varios rasgos con Scaphognathus, incluyendo el extremo anterior alto de la mandíbula, una fenestra temporal inferior en forma de pera con un extremo amplio bajo, y con dientes en el maxilar superior con un espacio igual al de los tres alvéolos entre ellos.
Jianchangnathus fue asignado por sus descriptores a los Scaphognathinae.